# Gregg Toland
Gregg Toland, född 29 maj 1904 i Charleston i Illinois, död 28 september 1948 i Los Angeles i Kalifornien, var en amerikansk filmfotograf. Han är bland annat känd för sin tekniskt revolutionerande användning av djupfokus, i bland andra Svindlande höjder (1939), Den långa resan hem (1940) och En sensation (Citizen Kane, 1941).

## Filmografi (urval)
- 1929 – På olovliga vägar
- 1930 – På kärlekens krigsstigar
- 1935 – Polisprefekten (Les Misérables)
- 1935 – Mad Love
- 1936 – De tre
- 1936 – Männen från storskogen
- 1937 – I skyskrapornas skugga
- 1939 – Svindlande höjder
- 1939 – Intermezzo
- 1940 – Vredens druvor
- 1940 – En västerns riddersman
- 1940 – Den långa resan hem
- 1941 – En sensation (Citizen Kane)
- 1941 – Kvinnan utan nåd
- 1941 – Jag stannar över natten
- 1943 – Den laglöse
- 1946 – Sången om Södern
- 1946 – De bästa åren
- 1947 – Ängel på prov
- 1948 – Vilda toner